# Tibère IV
Tibère (en grec byzantin : Τιβέριος, soit Tibérios ou Tibérius, né en 705, mort en 711), parfois connu sous le nom de Tibère IV, est fils de l'empereur byzantin Justinien II et de l'impératrice Théodora de Khazarie. Très jeune, il est associé au trône de son père pour servir d'héritier. Toutefois, lors du coup d'état de Bardanès en 711, il est assassiné avec son père. Deux personnages reprennent son identité, dont un certain Bachir qui est accueilli par le calife omeyyade Hicham, avant d'être crucifié quand son mensonge est découvert.

## Biographie

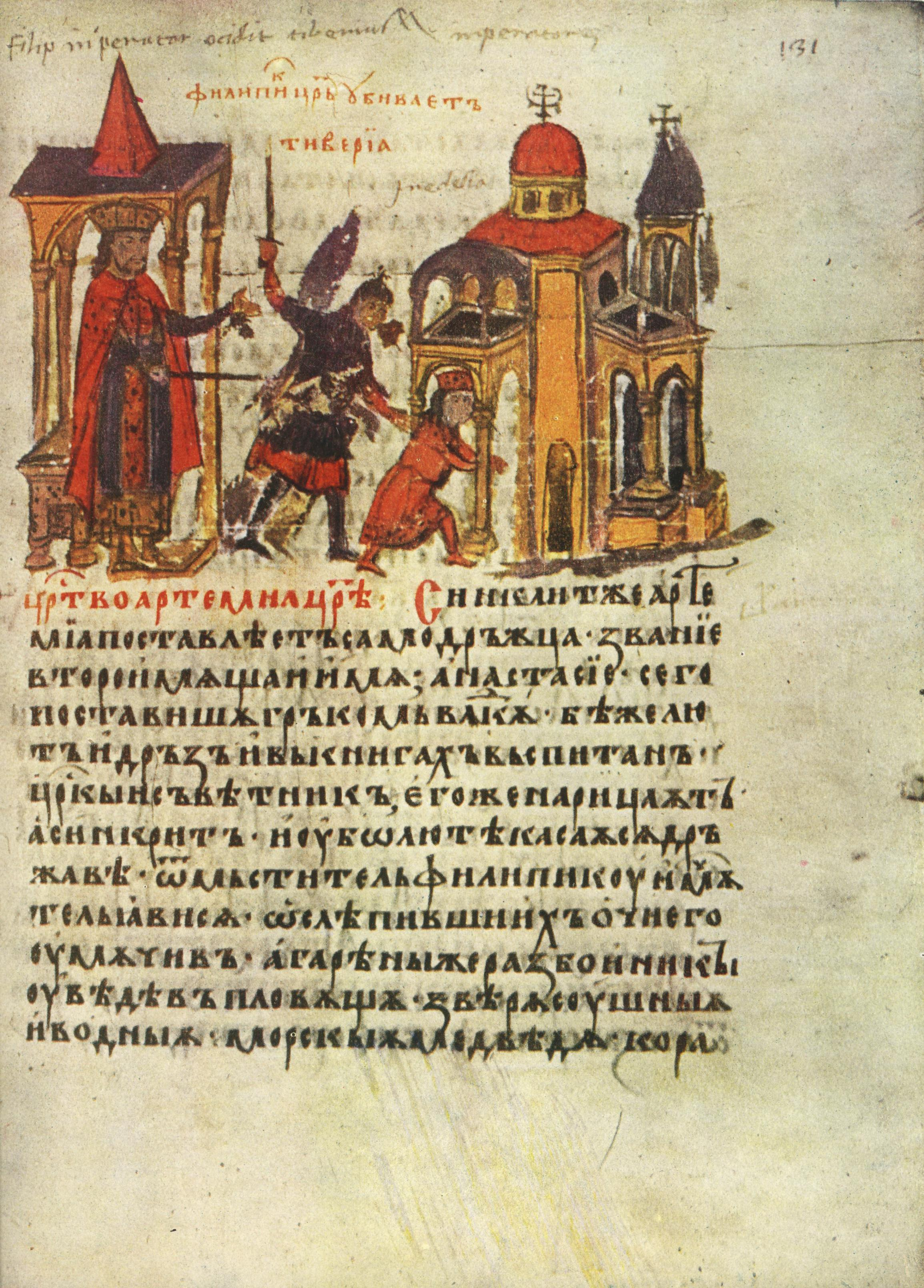
Page du manuscrit de Constantin Manassès représentant l'exécution de Tibère.

En 705, Justinien II revient au pouvoir après en avoir été chassé en 695, au terme de dix ans de règne. Pour cela, il est parvenu à s'allier avec Tervel, dirigeant du khanat bulgare du Danube, après avoir fui la Crimée où il a été exilé. Toutefois, lors de cette fuite, provoquée par une tentative d'assassinat conjointement menée par les Khazars et l'empereur Tibère III, Justinien II doit laisser derrière lui sa femme, Théodora de Khazarie, alors enceinte. Restée à Phanagoria, elle donne naissance à un fils, prénommé Tibère. Quand Justinien reprend le trône, il envoie très vite une flotte ramener Théodora et Tibère à Constantinople. Là, il les fait couronner respectivement impératrice et coempereur. C'est alors la première fois qu'un coempereur est désigné aussi jeune, puisque Tibère a seulement un an. Un tel geste vise certainement à consolider la légitimité de Justinien, tout juste revenu au pouvoir et qui souhaite probablement garantir sa succession en associant son très jeune fils sur le trône. S'il ne peut guère participer concrètement à l'exercice du pouvoir, en 710, il reçoit officiellement le pape Constantin en visite à Constantinople, qui est d'abord reçu par le Sénat byzantin et par Tibère puis par Justinien II,. 
En 710-711, Justinien voit son pouvoir contesté par plusieurs révoltes successives de Cherson, la possession byzantine en Crimée. Après plusieurs tentatives de répression, Justinien II finit par être renversé par Philippicos, qui s'empare du trône vers l'automne 711 et met à mort Justinien, alors en Anatolie, possiblement exécuté le 4 novembre. Dans le même temps, Tibère est emmené par sa grand-mère, Anastasie, pour être caché dans l'église Sainte-Marie-des-Blachernes. Toutefois, il est bien vite repéré par les hommes de Philippicos, envoyés pour le tuer et mettre fin à la dynastie des Héraclides. Parmi cette troupe figure notamment Mauros et un certain Jean Strouthos. Si Anastasie tente de s'interposer, Tibère est finalement tiré de son refuge et mis à mort, avant d'être enterré dans l'église des Saints-Anargyres. 
Comme parfois dans l'histoire byzantine, deux personnages prétendent ultérieurement être Tibère, lequel aurait alors survécu au renversement de son père. Le premier apparaît lors du siège de Constantinople (717-718) et le second en 737. Ce dernier se prénommerait en réalité Bachir et complote avec un aveugle du nom de Théophante. Celui-ci se rend auprès d'un général arabe, Suleyman Ibn Hicham, qui est surtout le fils du calife Hicham. Il lui indique la localisation du supposé Tibère. Suleyman lui demande de l'amener auprès de lui contre une somme d'argent. Seulement, quand Bachir est présenté à Suleyman, il jure abondamment qu'il n'est pas Tibère, peut-être pour renforcer la crédibilité de l'assertion de Théophante. Suleyman lui promet alors diverses récompenses et la sécurité, pour convaincre Bachir de révéler sa véritable identité, ce qu'il accepte. Suleyman écrit rapidement à son père, qui lui ordonne de revêtir Bachir/Tibère d'habits royaux et de le faire défiler en procession dans différentes cités. Il se rend notamment à Édesse, puis est reçu avec fastes par Hicham. Celui-ci envoie ensuite des émissaires à Constantinople, pour informer de la nouvelle. Si Léon III l'Isaurien a peut-être craint cette rumeur, la duperie de Bachir est finalement découverte et il est crucifié à Édesse.

## Sources
- (en) John Haldon, The Empire That Would Not Die, Harvard University Press, 2016 (ISBN 9780674088771)
- (en) Robert Hoyland, Theophilus of Edessa's Chronicle and the circulation of historical knowledge in late antiquity and early Islam, Liverpool University Press, 2012 (ISBN 978-1846316975)
- (en) Alexander Kazhdan (dir.), Oxford Dictionary of Byzantium, New York et Oxford, Oxford University Press, 1991, 1re éd., 3 tom. (ISBN 978-0-19-504652-6 et 0-19-504652-8, LCCN 90023208)
- (en) Timothy Venning et Jonathan Harris, A Chronology of the Byzantine Empire, Palgrave Macmillan, 2006 (ISBN 9780230505865)
- (de) Friedhelm Winkelmann et Ralph-Johannes Lilie, Prosopographie der mittelbyzantinischen Zeit: I. Abteilung (641–867) – 5. Band: Theophylaktos (#8346) – az-Zubair (#8675), Anonymi (#10001–12149), Walter de Gruyter, 2001 (ISBN 978-3-11-016675-0)